# Vespucci (Schiff)
Als Vespucci wird ein Entdeckerschiff des 15. bzw. 16. Jahrhunderts bezeichnet, das unter der Flagge Kastiliens fuhr und mit dem  Amerigo Vespucci als einer der ersten Reisenden nach Amerika gelangte. Da die Echtheit einiger Dokumente damaliger Zeit in Frage gestellt wird, ist auch fraglich, ob er tatsächlich ein Schiff besaß. Der Name des Schiffes ist nicht überliefert.

## Aufbau
Auf den Reisen, an denen Vespucci teilnahm, wurden nach vorliegenden Quellen Dreimast-Karacken verwendet, die im vorliegenden Falle mit nachfolgender Besegelung ausgestattet waren: Fockmast und Großmast waren jeweils mit zwei Rahsegeln belegt. Der Besanmast war mit einem Lateinersegel bestückt. Auf dem Vorschiff befand sich ein Bugkastell, das über den Bug hinausragte; auf dem Hinterschiff war ein Heckkastell installiert.

## Geschichte
Vespucci erkundete für den spanischen König vom 16. Mai 1499 bis Juni 1500 die Küste von Guyana. Die Entdeckungstour reichte dabei über das Amazonasdelta bis etwa 100 km ins Landesinnere hinein und schließlich entlang des Küstenverlaufs bis auf 6° 30' südlicher Breite.
Vom 13. Mai 1501 bis Oktober 1502 unternahm Vespucci – diesmal im Auftrag Portugals – eine zweite Reise, um eine Passage entlang des südamerikanischen Kontinents zu suchen, die es ermöglichen sollte, Asien zu erreichen. Diese Reise führte ihn bis hin zu 25° südlicher Breite.
Unbestätigten Quellen zufolge soll Vespucci von Mai 1503 bis Juni 1504 noch eine dritte Reise gemacht haben. Hierbei soll das Schiff auf ein Riff der Insel Fernando de Noronha vor dem heutigen Brasilien aufgelaufen und gesunken sein; Amerigo Vespucci konnte sich hierbei angeblich schwimmend retten.